# Lịch sử hành chính Đắk Nông
Đắk Nông là một tỉnh cũ biên giới của Việt Nam, thuộc vùng Tây Nguyên, Việt Nam, phía bắc giáp tỉnh Đắk Lắk, phía nam giáp các tỉnh Lâm Đồng và Bình Phước, phía đông giáp tỉnh Lâm Đồng, phía tây giáp Vương quốc Campuchia.

## Trước năm 1975
Tỉnh Đắk Lắk của nước Việt Nam thống nhất từ năm 1976 hình thành từ hai tỉnh Darlac và Quảng Đức, có diện tích lớn thứ hai Việt Nam sau tỉnh Gia Lai - Kon Tum, gồm thị xã Buôn Ma Thuột và 5 huyện: Đắk Mil, Đắk Nông, Krông Búk, Krông Pắc, Lăk. Tỉnh chỉ lớn nhất nước khi tỉnh Gia Lai - Kon Tum tách làm đôi, khi đó Đắk Lắk diện tích 19.800 km². Số huyện tăng dần cho đến 18 huyện.
Năm 1950 - 1978, thành lập một số xã thuộc các huyện Đắk Mil, Đắk Nông.
Năm 1984, chia tách một số xã thuộc các huyện Đắk Mil, Đắk Nông.
Năm 1986, chia tách một số xã thuộc huyện Đắk Nông. Cùng năm, chia huyện Đắk Nông thành 2 huyện: Đắk Nông và Đắk R'lấp.
Năm 1987, thành lập huyện Krông Nô trên cơ sở tách một số xã thuộc các huyện Đắk Mil, Đắk Nông và Lắk.
Năm 1989, chia tách một số xã thuộc các huyện Đắk Nông và Đắk Rlấp.
Năm 1990, thành lập huyện Cư Jút trên cơ sở tách ra từ huyện Đắk Mil và thị xã Buôn Ma Thuột.
Năm 1992, chia tách một số xã thuộc các huyện Đắk Rlấp, Krông Nô, Cư Jút.
Năm 1994, chia tách một số xã thuộc các huyện Đắk Nông, Đắk Rlấp, Krông Nô.
Năm 1995, điều chỉnh địa giới thành phố Buôn Ma Thuột và huyện Cư Jút.
Năm 1996, chia tách, thành lập xã, thị trấn thuộc huyện Krông Nô.
Năm 1998, chia tách thành lập một số xã, thị trấn thuộc huyện Đắk Nông.
Năm 1999, chia tách, thành lập một số xã, thị trấn thuộc huyện Krông Nô.
Năm 2001, chia tách, thành lập một số xã thuộc huyện Cư Jút. Cùng năm, thành lập huyện Đắk Song trên cơ sở tách ra từ 2 huyện Đắk Nông và Đắk Mil.
(Thời kỳ trước khi thành lập tỉnh Đắk Nông, xem Lịch sử hành chính Đắk Lắk để biết thêm thông tin)
Năm 2003, chia tách, thành lập một số xã thuộc các huyện Krông Nô và Đắk R'lấp. Cùng năm, Quốc hội ra Nghị quyết số 22/2003/QH.11 chia tỉnh Đắk Lắk thành hai tỉnh mới là Đắk Lắk và Đắk Nông. Tỉnh Đắk Nông có 6 đơn vị hành chính cấp huyện gồm: Cư Jút, Đắk Mil, Đắk Nông, Đắk R'lấp, Đắk Song, Krông Nô.
Năm 2004, điều chỉnh địa giới một số xã thuộc các huyện Cư Jút và Krông Nô.
Năm 2005, chia tách một số xã thuộc các huyện Đắk Mil, Đắk R'lấp, Đắk Song, Krông Nô. Cùng năm, thành lập thị xã Gia Nghĩa, thành lập các phường thuộc thị xã Gia Nghĩa, đổi tên huyện Đắk Nông thành huyện Đắk Glong.
- Thành lập xã Đắk Wer (Đắk R'lấp) trên cơ sở một phần xã Nhân Cơ. Xã Đắk Wer có 4.572 ha diện tích tự nhiên và 6.078 nhân khẩu.
- Thành lập xã Nâm N'jang (Đắk Song) trên cơ sở một phần xã Đắk Rung. Xã Nâm N'jang có 17.086 ha diện tích tự nhiên và 5.449 nhân khẩu.
- Đổi tên xã Đắk Rung (Đắk Song) thành xã Đắk N'drung Xã Đắk N'drung có 7.243 ha diện tích tự nhiên và 5.618 nhân khẩu.
- Thành lập xã Đắk N'drót (Đắk Mil) trên cơ sở một phần xã Đức Mạnh và xã Đắk R'la. Xã Đắk N'drót có 4.748 ha diện tích tự nhiên và 3.441 nhân khẩu.
- Thành lập xã Tân Thành (Krông Nô) trên cơ sở một phần xã Đắk Rồ. Xã Tân Thành có 8.689 ha diện tích tự nhiên và 2.452 nhân khẩu.
- Đổi tên xã Đắk Rồ (Krông Nô) thành xã Đắk Drô. Xã Đắk Drô có 5.430 ha diện tích tự nhiên và 5.663 nhân khẩu.
- Thành lập thị xã Gia Nghĩa trên cơ sở một phần huyện Đắk Nông (gồm toàn bộ thị trấn Gia Nghĩa, xã Quảng Thành và xã Đắk Nia).
- Thành lập đơn vị hành chính thuộc thị xã Gia Nghĩa trên cơ sở chia tách thị trấn Gia Nghĩa và một phần các xã Quảng Thành, Đắk Nia. Phường Nghĩa Đức có diện tích tự nhiên 1.664 ha và 3.926 nhân khẩu. Phường Nghĩa Thành có diện tích tự nhiên 286 ha và 8.040 nhân khẩu. Phường Nghĩa Phú có diện tích tự nhiên 1.313 ha và 2.340 nhân khẩu. Phường Nghĩa Tân có diện tích tự nhiên 1.728 ha và 3.644 nhân khẩu. Phường Nghĩa Trung có 1.416 ha diện tích tự nhiên và 6.861 nhân khẩu. Xã Đắk R'Moan có 4.956 ha diện tích tự nhiên và 4.045 nhân khẩu.
- Thị xã Gia Nghĩa có 28.664 ha diện tích tự nhiên và 35.559 nhân khẩu, có 8 đơn vị hành chính trực thuộc gồm 5 phường và 3 xã.
- Đổi tên huyện Đắk Nông thành huyện Đắk Glong

Năm 2006, chia tách một số xã thuộc các huyện Đắk Mil, Đắk R'lấp, Đắk Song. Cùng năm, thành lập huyện Tuy Đức.
- Thành lập xã Đắk Ngo (Đắk R'lấp) trên cơ sở một phần xã Đắk Ru và xã Quảng Tín. Xã Đắk Ngo có 16.786 ha diện tích tự nhiên và 3.029 nhân khẩu.
- Thành lập xã Nghĩa Thắng (Đắk R'lấp) trên cơ sở một phần xã Đạo Nghĩa. Xã Nghĩa Thắng có 4.910 ha diện tích tự nhiên và 6.762 nhân khẩu.
- Thành lập xã Quảng Tâm (Đắk R'lấp) trên cơ sở một phần xã Đắk R'tíh và xã Đắk Búk So. Xã Quảng Tâm có 6.995 ha diện tích tự nhiên và 3.028 nhân khẩu.
- Thành lập xã Đắk Hòa (Đắk Song) trên cơ sở một phần xã Đắk Môl. Xã Đắk Hoà có 11.509 ha diện tích tự nhiên và 3.070 nhân khẩu.
- Thành lập xã Long Sơn (Đắk Mil) trên cơ sở một phần xã Đắk Sắk. Xã Long Sơn có 3.058 ha diện tích tự nhiên và 2.198 nhân khẩu.
- Sáp nhập một phần xã Đức Minh (Đắk Mil) vào xã Đắk Sắk. Xã Đắk Sắk có 3.170,88 ha diện tích tự nhiên và 9.704 nhân khẩu. Xã Đức Minh có 3.313,68 ha diện tích tự nhiên và 13.392 nhân khẩu.
- Thành lập huyện Tuy Đức trên cơ sở một phần huyện Đắk R'lấp. Huyện Tuy Đức có 112.327 ha diện tích tự nhiên và 23.238 nhân khẩu, có 6 đơn vị hành chính trực thuộc bao gồm các xã: Đắk Ngo, Quảng Tân, Đắk Búk So, Đắk R'Tíh, Quảng Tâm, Quảng Trực. Huyện Đắk R'Lấp còn lại 63.420 ha diện tích tự nhiên và 65.075 nhân khẩu, có 10 đơn vị hành chính trực thuộc bao gồm các xã: Đắk Wer, Nhân Đạo, Nhân Cơ, Đạo Nghĩa, Nghĩa Thắng, Kiến Thành, Quảng Tín, Đắk Sin, Đắk Ru và thị trấn Kiến Đức.

Năm 2007, chia tách một số xã thuộc các huyện Đắk Glong, Đắk R'lấp, Đắk Song, Krông Nô.
- Thành lập xã Hưng Bình (Đắk R'lấp) trên cơ sở một phần xã Đắk Sin. Xã Hưng Bình có 8.892 ha diện tích tự nhiên và 3.465 nhân khẩu.
- Thành lập xã Quảng Hòa (Đắk Glong) trên cơ sở một phần xã Quảng Sơn. Xã Quảng Hoà có 8.665 ha diện tích tự nhiên và 3.721 nhân khẩu.
- Thành lập thị trấn Đức An (Đắk Song) trên cơ sở một phần xã Đắk Song và xã Nâm N'jang. Thị trấn Đức An có 1.293 ha diện tích tự nhiên và 4.323 nhân khẩu.
- Thành lập xã Thuận Hà (Đắk Song) trên cơ sở một phần xã Đắc Song, xã Đắk N'drung và xã Thuận Hạnh. Xã Thuận Hà có 5.643 ha diện tích tự nhiên và 3.653 nhân khẩu.
- Thành lập xã Nam Xuân (Krông Nô) trên cơ sở một phần xã Đắk Sôr và xã Nam Hà. Xã Nam Xuân có 3.013 ha diện tích tự nhiên và 6.687 nhân khẩu.
- Đổi tên xã Đắk Song (Đắk Song) thành xã Nam Bình. Xã Nam Bình có 8.058 ha diện tích tự nhiên và 5.454 nhân khẩu.

Năm 2010, giải thể xã Đắk Plao cũ, thành lập xã Đắk Plao mới thuộc huyện Đắk Glong.
Năm 2019, thành lập phường Quảng Thành thuộc thị xã Gia Nghĩa và thành lập thành phố Gia Nghĩa thuộc tỉnh Đắk Nông.
- Thành lập phường Quảng Thành (TX. Gia Nghĩa) trên cơ sở toàn bộ xã Quảng Thành. Phường Quảng Thành có 77,59 km² diện tích tự nhiên và quy mô dân số 5.783 người.
- Thành lập thành phố Gia Nghĩa trên cơ sở toàn bộ thị xã Gia Nghĩa. Thành phố Gia Nghĩa có 284,11 km² diện tích tự nhiên và quy mô dân số 85.082 người, gồm 8 đơn vị hành chính trực thuộc: 6 phường và 2 xã.

Năm 2021, điều chỉnh địa giới hành chính hai huyện Cư Jút, Đắk Mil và một số xã, thị trấn thuộc huyện Krông Nô.
- Điều chỉnh 2,56 km² diện tích tự nhiên của thôn Năm Tầng thuộc xã Đắk R'La, huyện Đắk Mil về xã Cư Knia, huyện Cư Jút quản lý
- Điều chỉnh 4,64 km² diện tích tự nhiên và 425 người của thôn Đắk Hưng thuộc thị trấn Đắk Mâm về xã Nam Xuân quản lý
- Điều chỉnh 2,60 km² diện tích tự nhiên và 270 người của thôn Đắk Tân thuộc thị trấn Đắk Mâm về xã Tân Thành quản lý
- Điều chỉnh 2,58 km² diện tích tự nhiên của thôn Đắk Ri thuộc xã Tân Thành về xã Nam Xuân quản lý.

Ngày 12 tháng 6 năm 2025, Quốc hội ban hành Nghị quyết số 202/2025/QH15 về việc sắp xếp đơn vị hành chính cấp tỉnh (nghị quyết có hiệu lực từ ngày 12 tháng 6 năm 2025). Theo đó, sáp nhập tỉnh Đắk Nông vào tỉnh Lâm Đồng.